# Elseya novaeguineae
Espèce
Synonymes
- Platemys novaeguineae Meyer, 1874
- Myuchelys novaeguineae (Meyer, 1874)
- Wollumbinia novaeguineae (Meyer, 1874)

Statut de conservation UICN

 LC  : Préoccupation mineure
Elseya novaeguineae est une espèce de tortue de la famille des Chelidae.

## Répartition
Cette espèce est endémique de Nouvelle-Guinée. Elle se rencontre en Papouasie-Nouvelle-Guinée et en Indonésie.
Elle a été introduite aux Palaos et à Malaita aux Salomon.

## Étymologie
Cette espèce est nommée en référence au lieu de sa découverte, la Nouvelle-Guinée.

## Publication originale
- Meyer, 1874 : Eine Mittheilung von Hrn. Dr. Adolf Bernhard Meyer über die von ihm auf Neu-Guinea und den. Inseln Jobi, Mysore und Mafoor im Jahre 1873 gesammelten Amphibien. Monatsberichte der Königlichen Akademie der Wissenschaften zu Berlin, vol. 1874, p. 128-140 (texte intégral).